# Trygghetsrådet TRS
Trygghetsrådet TRS är en svensk kollektivavtalsstiftelse med uppgift att underlätta omställning i arbetslivet och erbjuda verksamhets- och kompetensutveckling till anslutna organisationer. Trygghetsrådet TRS är ett av cirka 15 trygghetsråd i Sverige.

## Omställningsavtal
Trygghetsrådet stiftades 1972 som en direkt följd av att den svenska arbetsmarknadens första omställningsavtal ingicks. Omställningsavtalet har ändrats i flera omgångar och idag är Arbetsgivaralliansen, Svensk Scenkonst och PTK de parter på arbetsmarknaden som står bakom Trygghetsrådet TRS.

## Verksamhet
De arbetsgivare som omfattas av verksamheten i Trygghetsrådet TRS är främst verksamma inom ideell sektor och scenkonstområdet.
Trygghetsrådet TRS ger stöd till arbetstagare, arbetsgivare och fackliga organisationer vid omställningar då medarbetare sägs upp på grund av arbetsbrist eller personliga skäl, om skälet är ohälsa. TRS ger även stöd till tidsbegränsat anställda som inte kan erbjudas fortsatt anställning. Därutöver ges förebyggande stöd till organisationer, bland annat i form av verksamhets- och kompetensutveckling.
Verksamheten i Trygghetsrådet TRS finansieras genom avgifter från anslutna företag.
Kansliet består av cirka 17 medarbetare och är beläget i Stockholm. Heléne Bergstedt är vd och Torsten Friberg är ordförande i styrelsen.
Trygghetsrådet arbetar i nära samverkan med SOKstiftelsen, Scenkonstens Omställning och Karriärväxling.